# Norma UNE
Una Norma UNE és un estàndard tècnic creat pels Comitès Tècnics de Normalització (CTN), dels quals formen part totes les entitats i agents implicats i interessats en els treballs del comitè. Per regla general aquests comitès solen estar formats per AENOR, fabricants, consumidors i usuaris, administració, laboratoris i centres d'investigació.
Després de la seva creació, tenen un període de sis mesos de prova en la qual són revisades públicament, per després ser redactades definitivament per la comissió, sota les sigles UNE. Són actualitzades periòdicament.
Les normes es numeren seguint una classificació decimal. El codi que designa una norma està estructurat de la següent manera:
A: Comitè Tècnic de Normalització del que depèn la norma.
B: nombre de norma emesa per aquest comitè, complementat quan es tracta d'una revisió R, una modificació M o un complement C.
C: any d'edició de la norma.

## Obligatorietat
Existeixen certes llacunes quant a l'obligatorietat de l'observança de les normes UNE. En principi no són d'obligada observança, tret que l'administració competent les faci obligatòries mitjançant Llei, Decret, Reglament, o exigeixi el seu compliment en els Plecs de Prescripcions Tècniques dels projectes de construcció, o en els contractes de subministraments.
Malgrat això, en RD 1801/2003, de 26 de desembre, sobre seguretat general dels productes, s'estableix l'obligatorietat d'algunes normes UNE EN en l'ús i disposició d'alguns equips i elements, en no existir una altra norma d'obligat compliment en les especificacions tècniques a complir.
D'altra banda, els particulars poden exigir el seu compliment en els seus projectes privats. Dins de tota aquesta controvèrsia pel que fa a l'obligatorietat de les normes UNE, existeix un corrent d'opinió emparada en l'article 2 del Codi Civil d'Espanya, citant textualment:
«Les Lleis entraran en vigor als vint dies de la seva COMPLETA publicació en el Butlletí Oficial de l'Estat, si en elles no es disposa una altra cosa»
Cal saber que totes les normes UNE es publiquen en el BOE, només que unes es publiquen completament, i d'unes altres únicament la referència. Segons la interpretació de l'article esmentat abans, solament serien obligatòries aquelles que s'han publicat completament.
Fins aquí s'ha comentat l'obligatorietat de les normes UNE en general, però per als casos específics de productes de construcció, les circumstàncies canvien. El passaport per poder entrar en el comerç europeu és la CE, per a l'obtenció de la qual s'han de complir les exigències essencials marcades per la Directiva de Productes de Construcció. En aquesta directiva s'estableixen 2 vies (amb caràcter general) per obtenir el marcat CE. La primera, per als productes tradicionals, han d'obtenir la certificació per part d'un organisme notificat que compleixen amb una norma transposició d'una norma harmonitzada, les quals a Espanya són les normes UNE EN. En cas que un producte de construcció tradicional no compleixi amb la norma UNE EN corresponent, no podrà obtenir la marca CE i no podrà comercialitzar-se.
Malgrat tot el que s'ha exposat, no s'ha de perdre de vista mai que en cas d'existir problemes reals pel no compliment de les normes UNE, l'última paraula sobre l'obligació del seu compliment la tindrà el jutge.